# Freimann (metropolitana di Monaco di Baviera)
Freimann è una stazione di metropolitana di Monaco di Baviera inaugurata il 19 ottobre 1971.
È servita dalla linea U6, ed ha due binari.